# Čáp bělokrký
Čáp bělokrký (Ciconia episcopus) je menší druh čápa žijící v Asii a Africe.
Peří má černobíle zbarvené. Zobák je šedý.
Je řazen mezi zranitelné druhy.
Vyskytuje se v okolí řek a jezer, v mokřadech, rýžových polích a dalších vlhkých lokalitách. Domovem tohoto čápa je jižní a jihovýchodní Asie. Obývá Indii, Pákistán a dále pás na východ až k Sumatře, Jávě či Filipínách. Jeden z poddruhů se vyskytuje rovněž v Africe.
Dosahuje výšky 86 až 95 cm. Váží 1,6 až 2,8 kg. Snáší 2 až 3 vejce, která jsou inkubována po dobu 30 či 31 dní.
Žije v párech či menších rodinných skupinách. Ve větším počtu je k vidění zřídka. Totéž platí o hnízdění. Hnízdo si vytváří z větviček ve výšce asi 20 m nad zemí. Potravu shání zejména v noci.

## Chov v zoo
Čáp bělokrký byl v září 2020 chován v pouhých čtrnácti evropských zoo. Mezi nimi i ve třech českých zoo:
- Zoo Plzeň
- Zoo Praha
- Zoo Zlín

### Chov v Zoo Praha
Čáp bělokrký je v Zoo Praha chován od roku 2018, kdy byl dovezen první samec. Na konci roku 2019 byli chováni dva samci a dvě samice.
Tento druh je chován v průchozí voliéře Asijská laguna v dolní části zoo.